# Monodelphis
Monodelphis Burnett, 1830 è un genere di Marsupiali della famiglia Didelphidae, comunemente chiamati opossum dalla coda corta.

## Descrizione
La lunghezza del corpo degli adulti varia da 10 a 15 cm. I maschi adulti pesano tra 90 e 155 g, le femmine tra 80 e 100 g. La maggior parte degli individui ha una pelliccia grigio chiaro, ma il colore della pelliccia varia, con alcune popolazioni che hanno una pelliccia più rossastra o biancastra. Le loro code sono nude, simili a topi e semi-prensili. La lunghezza della coda varia ma di solito è circa la metà della lunghezza del corpo

## Distribuzione e habitat
Il genere Monodelphis è presente in tutto il Sud America.

## Tassonomia
Al 2008, il genere Monodelphis include le seguenti specie.
- Monodelphis adusta (Sepia Short-tailed Opossum)
- Monodelphis americana (Northern Three-striped Opossum)
- Monodelphis brevicaudata (Northern Red-sided Opossum)
- Monodelphis dimidiata (Yellow-sided Opossum)
- Monodelphis domestica (Gray Short-tailed Opossum)
- Monodelphis emiliae (Emilia's Short-tailed Opossum)
- Monodelphis glirina (Amazonian Red-sided Opossum)
- Monodelphis iheringi (Ihering's Three-striped Opossum)
- Monodelphis kunsi (Pygmy Short-tailed Opossum)
- Monodelphis maraxina (Marajó Short-tailed Opossum)
- Monodelphis osgoodi (Osgood's Short-tailed Opossum)
- Monodelphis palliolata (Hooded Red-sided Opossum)
- Monodelphis reigi (Reig's Opossum)
- Monodelphis ronaldi (Ronald's Opossum)
- Monodelphis rubida (Chestnut-striped Opossum)
- Monodelphis scalops (Long-nosed Short-tailed Opossum)
- Monodelphis sorex (Southern Red-sided Opossum)
- Monodelphis theresa (Southern Three-striped Opossum)
- Monodelphis umbristriata (Red Three-striped Opossum)
- Monodelphis unistriata (One-striped Opossum)

Più recentemente, sono state descritte le specie:
- Monodelphis arlindoi Pavan, Rossi & Schneider, 2012,
- Monodelphis sanctaerosae Voss, Pine & Solari, 2012,
- Monodelphis gardneri Solari et al, 2012,

con la ridefinizione di Monodelphis touan (Shaw 1800).

## Conservazione
Le specie M. sorex e M. rubida sono considerate a rischio. M. dimidiata è insolita per il fatto che è una specie semelpara, cosa raramente osservata nei Mammiferi (si ritrova soprattutto nei didelphidae e nei dasyuridae più piccoli).